# Blackest Dawn
Blackest Dawn ist eine deutsche Death-Metal Band aus Rogätz (Sachsen-Anhalt), mit Wurzeln im Punk und Hardcore.

## Geschichte
Gegründet wurde Blackest Dawn 2002 von Jörg Jüdes (Gesang), André Jüdes (Schlagzeug), Frank Mühlenberg (Gesang) und Jörg Kosinski (Gitarre) unter dem Namen Final Punch. Im Jahr 2005 stießen Sebastian „Der Andere“ Cassuhn (Gitarre) und Alexander Winter (Bass) dazu. Da man die Musik der Band in eine metallischere Richtung lenken wollte, benannte man sich in Blackest Dawn um. Der Name stammt von einem Song der Band Shattered Realm. Die Band begann 2006 mit den Aufnahmen ihrer ersten EP Artefacts. Produziert wurde diese EP in den Rape of Harmonies Studios in Triptis, mit der Hilfe von Ralf Müller, Alexander Dietz und Patrick W. Engel.
Nach dem Erfolg ihrer ersten EP Artefacts, wurde 2008 das erste Album Fear of the Apocalypse via All Life Ends Records veröffentlicht. Dazu reiste die Band nach Berlin um das Album dort selbst zu produzieren. 2011 folgte mit Soulgrinder das zweite Album der Band. Der Vertrieb erfolgte durch District 763/New Music. Zu den Songs Curse of the Soulgrinder, Die by the Sword und Fight! (ein Coversong der Hardcore-Punk-Band Löschzug 23 aus Burg (Sachsen-Anhalt)) wurde jeweils ein Musikvideo gedreht.
2013 erschien das dritte Album We Are Legions via Metal Blanc Media. Das Album wurde abermals von Tobias Betzold in den Rising2Fall Recording Studios Burg produziert. Den Mix und das finale Mastering übernahm Ende 2012 Alexander Dietz (Chemical Burn Audio). Für den Titeltrack We Are Legions hat die Band erneut in Eigenregie ein Musikvideo produziert. Als Promotion für das Album fuhr die Band Ende 2013 als Support-Act von Betzefer auf der Rampage Deutschland Tour mit und spielte 2014 auf dem With Full Force Open Air in Roitzschjora auf der Hauptbühne. 
Anfang 2015 arbeitete die Band an einem neuen Album und musste den Abgang ihres Gitarristen Sebastian „Der Andere“ Cassuhn verkraften. Für ihn kam Sascha Graf in die Band. Ende 2016 wurde Leadgitarrist Danilo „Ashkan“ Niemann durch Kevin Kroll (Gitarre) ersetzt. Mit The New Guard lieferte das neue Line Up Ende 2018 via Kernkraftritter Records sein viertes Album ab. Zu den Songs Pissing Blood and Razorblades und Among the Believers wurde je ein Lyric Video veröffentlicht. Das Album greift dabei Themen wie religiöse Gewalt und Missbrauch in der Kirche auf, bezieht klar Stellung gegen das Dritte Reich und thematisiert den Drogenmissbrauch eines Ex-Mitglieds im Song Crystal Sky and Broken Teeth.
Bis zu seinem Ausstieg 2015, wurden alle Musikvideos von Sebastian Cassuhn aufgenommen, geschnitten und produziert. Ende 2019 verließ Kevin Kroll die Band und wurde durch Ricardo Bachmann ersetzt. Anfang 2020 verließ auch Sacha Graf die Band. Er wurde im Juli 2021 durch Peter Hirsch ersetzt.

## Diskografie
Alben
- 2008: Fear of the Apocalypse (All Life Ends Records)
- 2011: Soulgrinder (District 763/New Music)
- 2013: We Are Legion (Metal Blanc Media)
- 2018: The New Guard (Kernkraftritter Records)

EPs
- 2006: Artefacts (Eigenvertrieb)

Videos
- 2011: Curse of the Soulgrinder
- 2012: Die by the Sword
- 2012: Fight (featuring Löschzug 23)
- 2013: Resistance
- 2013: We Are Legions
- 2018: Pissing Blood and Razorblades
- 2018: Among the Believers